# 西龕摩岩造像
西龕摩岩造像位於四川省巴中市，文物遺址年代判定為唐、宋。1956年8月16日公佈為四川省第一批歷史及革命文物保護單位，1980年7月7日公佈為四川省重新公布的第一批文物保護單位，2001年6月25日列為第五批全國重點文物保護單位，歸入南龕摩崖造像。
西龕摩崖石刻造像地處巴中市城西1公里的鳳谷山西龕村，現存造像92龕，分布在西龕寺（又名佛爺灣）、流杯池、龍日寺三處，三地各相距約1公里。流杯池岩前有一塊窄長的平地，岩面上偶可見方形榫孔，其前原來可能有寺廟。岩面右下方鑿出一平面，長約7米，高約3米，原來有刻字，左側中下部尚可見「口……口如……」四字殘痕。據《巴中縣誌》載：「『流杯池』，此刻在西龕山右半岩，時代姓名無考，疑即唐元封所題，字大二尺許，亦漸泯滅矣。」，又載：「『古珍岩』，此刻在流杯池上佛龕右岩，亦無時代姓名，字跡漫糊，似亦唐宋筆也。」。今上面二題銘尚存遺蹟，鑿平的石碑尚存。在距第53號龕左側約20米處西龕村的公路旁有一水池，唐名「流杯池」，即古珍岩左下側的一口古井。20世紀80年代，最初對窟龕進行編號時，從山下西龕寺南邊開始，至龍日寺北邊結束，此後發現的龕依次編號，因此。後編的個別編號未按地點順序。因文管所曾對龕號進行過兩次修改，個別龕因舊寫編號未脫落。同時存在兩個號。2000年調查時以文管所1990年編號為准，第01～52號龕位於山下西龕寺後，第53～55號龕、第92號龕位於山腰流杯池，其餘龕位於山頂龍日寺。西龕始鑿於隋代，其中現存的第18、21、22號龕可能為隋代造像，第l0號龕彌勒像有開元三年（715年）造像記，具有斷代意義，第53號龕西方凈土變中的唐代石雕建築雕刻尤其精彩。參考南龕造像時間，結合西龕崖面情況。按開鑿順序，可將西龕現存龕像分為六組。